# LeRoy Butler
LeRoy Butler III (Jacksonville, Florida, 19 de julio de 1968), más conocido como LeRoy Butler, es un exjugador profesional estadounidense de fútbol americano que se desempeñó en la posición de safety en la National Football League (NFL). Es miembro del Salón de la Fama del Fútbol Americano Profesional.

## Carrera
Butler jugó como profesional doce temporadas en Green Bay Packers (1990-2001), equipo en el que se retiró.

## Reconocimiento
En 2022, ingresó como miembro al Salón de la Fama del Fútbol Americano Profesional.